# 駒澤大学高等学校
駒澤大学高等学校（こまざわだいがくこうとうがっこう）は、東京都世田谷区上用賀一丁目にある学校法人駒澤大学が運営する私立高等学校。

## 概要
東京都に在校する私立高校。駒澤大学の附属高校で略称は「駒高」、「駒大高」、「駒大高校」。曹洞宗の流れを汲み、週1回の「仏教」の授業の他、仏教に基づいた教育を行っている。

### 特色
日本曹洞宗の流れを汲み、校門を通る際は拝礼を行い、毎月1回祝祷法要等を体育館で行う。法要時は仏教科の教職員を先導に礼拝、般若心経の唱和を行う。その他にも、昼食の前に五観の偈（ごかんのげ）を唱和、週1回の「仏教」の授業、大本山永平寺や大本山總持寺の拝登を行う。仏教の授業では、釈迦や仏教の歴史、般若心経の解説、屋上にある坐禅堂での1時間の座禅などを行う。
部活動は全国大会へ出場する部活動が多い。駒澤大学の附属高校であることから、大学への推薦制度がある。他大学への受験生も増加傾向にある。

## 沿革
- 1948年　学制改革により廃止された旧制駒澤大学予科に替わる教育機関として設立。校舎は初め、大学の本部キャンパス内に置かれていた
- 1966年　現在の所在地、用賀に高校校舎落成し移転
- 1995年　男子校から男女共学に移行
- 1998年　開校50周年記念式典挙行
- 2010年　本校卒業者数が累計2万5千人を超える

## 基礎データ

### アクセス
東急田園都市線桜新町駅、用賀駅 徒歩13分。

### 象徴
- 制服 - 冬服：男子は詰襟、女子はブレザー。夏服：男子はワイシャツ、女子はブラウス
- 校歌 - 駒澤大学と同様の校歌が使用される。作詞：北原白秋、作曲：山田耕筰

### 生徒数と学科コース
各学年12クラス程度で毎年500人程度が入学する。1年時は学習習慣の確立、各教科をバランスよく学習するため、入学前に行う学力テストで上位の生徒を対象に習熟度上位クラスを設置している。
2年時より進学コースと受験コースに分かれる。進学コースは推薦制度を利用し駒澤大学への進学を目指す生徒が多い中、進路の多様化が進み他大学への受験や、AO入試や、指定校推薦を利用する生徒がいる。 受験コースは文理選択をし、発展的なカリキュラムとなる。1年時の成績や学習態度等がコース選択時に考慮される。

## 部活動

### サッカー部
冬の高校選手権では、第89回大会ベスト16、第94回大会ベスト8、第95回大会ベスト8の成績を残している。夏のインターハイに2度（2014年、2024年）、冬の高校選手権に4度（2010、2015、2016、2018）出場している。東京都では強豪校でありながら入部制限を行っていないことが特徴で部員数は270名にも及ぶ。

### その他
運動部では、バレーボール部、ソフトテニス部が何度も全国大会に出場している。女子バスケット部は2010年にウインターカップに初出場。陸上部は2018年に第69回全国高校駅伝大会に初出場。野球部は駒澤大学の附属高校の中で唯一大学と同じデザインのユニフォームである。1999年春に第71回選抜甲子園大会に初出場した。
文化部では、吹奏楽部は全国大会の全日本吹奏楽コンクール全国大会・高校Aの部で3回金賞を受賞している。2015年から始まった全国ポピュラーステージ吹奏楽コンクール・高等学校の部でも5回優勝している。

## 歴代校長
- 上野慧賢 - 名誉校長、駒澤大学理事・評議員[10]
- 河野良機
- 河村光司（第9代）[11]
- 浦敏之
- 鈴木貞雄
- 貫井洋 - 駒澤大学理事

### 教職員
- 三木太郎 - 歴史学者、駒澤大学教授
- 中島関爾 - 英文学者、駒澤大学教授
- 角田清美 - 地理学者、都立高校教諭

## 著名な卒業生
政治
- 浮島敏男 - 元衆議院議員
- 山本剛正 - 衆議院議員
- 松原俊雄 - 東京都狛江市長

研究
- 三木太郎 - 歴史学者、駒澤大学名誉教授（1期）
- 田上太秀 - 仏教学者、駒澤大学名誉教授（4期）
- 坂本信昭 - 教育学者、駒澤大学名誉教授
- 高木正博 - 地理学者、駒澤大学名誉教授
- 久保田昌希 - 歴史学者、駒澤大学名誉教授

経済
- 伊東宏晃 - 実業家、エイベックス・マネジメント元代表取締役社長
- 三並恒功 - 株式会社PBM代表取締役 Producer&Creativedirector
- 山多裕生 - 映像ディレクター、MIRAI PICTURES JAPAN常務取締役

文芸
- 薬丸岳 - 小説家
- 石飛仁 - ノンフィクション作家（渋谷校）
- 中山明 - 歌人

芸能
- 青空うれし - 漫談家（3期）
- 三遊亭円楽 (7代目) - 落語家
- 長澤奈央 - タレント、歌手、女優
- 森渉 - タレント、トライアスロンアスリート、俳優
- 斉藤美絵子 - ミュージカル俳優、バレエダンサー
- 越中亜希 - 女優
- 宮瀬なこ - グラビアアイドル、女優、タレント
- 齋藤茉日 - 女性ファッションモデル、ダンサー、タレント
- 伝書鳩 - お笑いトリオ、大学芸会 個人戦2023 優勝

マスコミ
- 加藤響子 - フリーアナウンサー、元山梨放送アナウンサー

スポーツ
- 森繁和 - 元プロ野球選手、元プロ野球指導者（高校野球引退後に転入）
- 清嶋彰一 - 元競輪選手、元バレーボール選手
- 園部晃久 - 元サッカー選手（在学中はサッカー部に所属せず）
- 真保綱一郎 - バレーボール指導者　全日本男子スタッフ
- 小宮山友祐 - フットサル指導者、元フットサル選手
- 佐藤耕平 - プロレスラー
- 一木秀之 - 元フットサル選手
- 佐藤佳成 - サッカー選手（在学中はサッカー部に所属せず）
- 伊藤雅雪 - プロボクサー、世界スーパーフェザー級王者
- 畠山和真 - 元プロラグビー選手、体育科教諭
- 戸嵜嵩大 - バレーボール選手 東京グレートベアーズ